# Cách mạng Haiti
Cách mạng Haiti (1791-1804) là một cuộc nổi dậy của nô lệ trong thuộc địa Pháp Saint-Domingue, mà đỉnh cao là loại bỏ chế độ nô lệ ở đó và thành lập nước Cộng hòa Haiti. Cách mạng Haiti là cuộc nổi dậy của nô lệ duy nhất dẫn đến việc thành lập một nhà nước. Hơn nữa, nó thường được coi là nô lệ nổi loạn thành công nhất đã xảy ra và như là một thời điểm xác định trong lịch sử của cả châu Âu và châu Mỹ.
Cuộc nổi dậy bắt đầu với một cuộc nổi loạn của nô lệ da đen châu Phi vào tháng 4 năm 1791. Nó đã kết thúc vào tháng 10 năm 1803 với sự thất bại của Pháp trong trận Vertières. Haiti đã trở thành một quốc gia độc lập vào ngày 01 tháng 1 năm 1804, với Jean-Jacques Dessalines được một hội đồng các tướng lĩnh bầu chọn kế tục chức toàn quyền. Ông ta ra lệnh thảm sát thiểu số người da trắng Haiti vào năm 1804, dẫn đến cái chết của 3.000 đến 5.000 người, giữa tháng 2 và tháng 4 năm 1804.
Mặc dù một chính phủ độc lập đã được tạo ra ở Haiti, xã hội của đất nước tiếp tục bị ảnh hưởng sâu sắc bởi các mô hình được thiết lập dưới sự cai trị của thực dân Pháp.